# Henrique Mendes
Henrique Mendes (Lisboa, Ajuda, 2 de Janeiro de 1931 - Amadora, 8 de Julho de 2004), foi um apresentador de televisão e ator português.
Nasceu no bairro da Ajuda, em Lisboa. Teve uma filha do primeiro casamento. Casado em segundas núpcias com a actriz Glória de Matos. Henrique Mendes apresentou muitos programas em Portugal sendo o Ponto de Encontro o mais conhecido deles. Faleceu subitamente a 8 de Julho de 2004, devido a um cancro da medula óssea.

## Biografia
Henrique Mendes começou a sua carreira como locutor de rádio na Rádio Renascença em 1950. Em 1958, estreou-se como apresentador de televisão na RTP, pela mão de Artur Agostinho. Foi um excelente comunicador e o primeiro apresentador do Festival da Canção. Henrique Mendes passou grande parte da sua vida a trabalhar para a RTP, mas à data da sua morte pertencia aos quadros da SIC, canal de televisão privado.
Embora considerado o galã português dos anos 1960, o apresentador viu a sua vida mudar com a Revolução dos Cravos, a 25 de Abril de 1974. Através de uma notícia do semanário Expresso, soube que ia ser afastado dos ecrãs, o que acabou por acontecer decorrido um ano, em que se manteve ao serviço da televisão, sem fazer nada, mas a receber o ordenado que lhe competia; esta situação era-lhe muito penosa, por isso, tentou encontrar trabalho noutros locais.
Sem o conseguir, Henrique Mendes e a esposa, a actriz Glória de Matos, emigraram para o Canadá, país onde apresentou noticiários e deu a cara por um programa para a comunidade lusa em Toronto, Ontário. Mais tarde, juntamente com um amigo, fundou uma rádio local, a Asas do Atlântico. Permaneceram no Canadá até 1979.
No ano de 1979, o casal regressa a Portugal por incentivo do actor Raul Solnado, tendo Henrique Mendes sido nomeado director de programas da Rádio Renascença; aqui trabalhou durante mais 18 anos, dando voz a alguns programas, para além de outras funções desempenhadas. Foi à Renascença que Emídio Rangel, então director da SIC, o foi buscar para integrar os quadros da estação de Carnaxide. Foi o rosto de programas como «Ponto de Encontro», «Às duas por três» e entrou em séries como «Médico de Família».
Em 2002, Henrique Mendes foi distinguido pelo semanário «Expresso» como uma das 25 figuras mais importantes do último quarto de século (25 anos) de Portugal e lançou o livro «Um Homem Sorri com Palavras Leves», cujo prefácio é da autoria do escritor e jornalista Baptista-Bastos. Este livro é uma viagem pelas memórias de um homem considerado por muitos um dos maiores comunicadores da televisão portuguesa.
Foi sepultado no Talhão dos Artistas do Cemitério dos Prazeres, em Lisboa.[carece de fontes?]

## Televisão

### RTP
- Festival da Canção[2]
- Telejornal
- Lusitana Paixão

### SIC
- Caça ao Tesouro
- Médico de Família
- Ponto de Encontro
- Negócio Fechado
- Às 2 Por 3
- Participação Especial na novela O Jogo
- Participação Especial no episódio Uma Aventura na Cidade
- Participação no telefilme Alta Fidelidade[desambiguação necessária]